# 横浜市立勝田小学校
横浜市立勝田小学校（よこはましりつ かちだしょうがっこう）は、神奈川県横浜市都筑区勝田町にある市立の小学校。進学先の公立中学校は横浜市立早渕中学校。

## 沿革
- 1968年4月1日 - 横浜市立中川小学校勝田分校として発足
- 1969年4月1日 - 横浜市立勝田小学校として独立開校
- 1970年
  - 2月3日 - 校章制定
  - 3月20日 - 校旗制定
- 1975年10月9日 - 校歌制定

## 学校教育目標
自らかがやく子
- 「知」 - 自ら進んで課題や問題に取組み、積極的に学び続ける子を育てます。
- 「徳」 - 友達のよさを認め、自他を尊重できる子を育てます。
- 「体」 - 健やかな心と体を育み、自他の生命や健康を大切にする子を育てます。
- 「公」 - 社会の一員としてお互いに助け合い、社会のために行動できる子を育てます。
- 「開」 - 人とのコミュニケーションを通して、社会への視野を広げ、共に生きる心を育てます。

## 学区
- 都筑区
  - 勝田町
  - 新栄町
  - 勝田南一丁目、二丁目
  - 早渕一丁目、二丁目

## 交通
- 横浜市営地下鉄ブルーライン（3号線）仲町台駅から徒歩15分
- 東急バス勝田団地バス停から徒歩3分

## 著名な関係者

### 出身者
- 中村礼子（競泳選手）
- 板山祐太郎（プロ野球選手）